# Bahnstrecke Ostrava-Svinov–Klimkovice
| |                      |                                      |                                      |
| Streckenlänge: | 7,4 km               |                                      |                                      |
| Spurweite: | 1435 mm (Normalspur) |                                      |                                      |
| |                      |                                      |                                      |
| \| \| \| von Petrovice u Karvine (vorm. KFNB) \| \| \| \| \| von Opava východ (vorm. KFNB) \| \| \| \| 0,0 \| Ostrava-Svinov \| Ostrava-Svinov \| \| \| \| nach Břeclav (vorm. KFNB) \| \| \| \| \| nach Kyjovice-Budišovice (vorm. SLB) \| \| \| \| \| Svinov obec \| \| \| \| \| Horní Polanka \| \| \| \| 7,4 \| Klimkovice \| Klimkovice \| |                      |                                      |                                      |
| Strecke |                      | von Petrovice u Karvine (vorm. KFNB) | von Petrovice u Karvine (vorm. KFNB) |
| Abzweig geradeaus und von rechts |                      | von Opava východ (vorm. KFNB)        | von Opava východ (vorm. KFNB)        |
| Bahnhof | 0,0                  | Ostrava-Svinov                       | Ostrava-Svinov                       |
| Abzweig ehemals geradeaus und nach links |                      | nach Břeclav (vorm. KFNB)            | nach Břeclav (vorm. KFNB)            |
| Abzweig geradeaus und nach rechts (Strecke außer Betrieb) |                      | nach Kyjovice-Budišovice (vorm. SLB) | nach Kyjovice-Budišovice (vorm. SLB) |
| Haltepunkt / Haltestelle (Strecke außer Betrieb) |                      | Svinov obec                          | Svinov obec                          |
| Haltepunkt / Haltestelle (Strecke außer Betrieb) |                      | Horní Polanka                        | Horní Polanka                        |
| Kopfbahnhof Streckenende (Strecke außer Betrieb) | 7,4                  | Klimkovice                           | Klimkovice                           |

Die Bahnstrecke Ostrava-Svinov–Klimkovice war eine zuletzt als Überlandstraßenbahn betriebene Eisenbahnverbindung in Tschechien, die ursprünglich als Lokalbahn Schönbrunn-Witkowitz–Königsberg von der Stadt Klimkovice (Königsberg in Schlesien) errichtet worden war. Sie verlief vom heutigen Bahnhof Ostrava-Svinov (früher: Svinov-Vítkovice / Schönbrunn-Witkowitz) nach Klimkovice.

## Geschichte
Eigentümer der Bahnstrecke war die Gemeinde Klimkovice, die den Bau der Strecke auf eigene Rechnung durch die Baufirma Ing. Samohrd ausführen ließ. Eröffnet wurde sie am 8. Dezember 1912. Den Betrieb führten die k.k. Staatsbahnen (kkStB) für Rechnung des Eigentümers aus. Nach dem Ersten Weltkrieg traten an deren Stelle die neu gegründeten Tschechoslowakischen Staatsbahnen (ČSD).
Der Fahrplan von 1913 verzeichnete insgesamt sechs gemischte Zugpaare, die für die Gesamtstrecke etwa 25 bis 30 Minuten benötigten. In jenem Jahr wurden insgesamt 222.448 Fahrgäste gezählt. Während der gesamten Betriebszeit dominierte der Personenverkehr, der Güterverkehr war von untergeordneter Bedeutung.

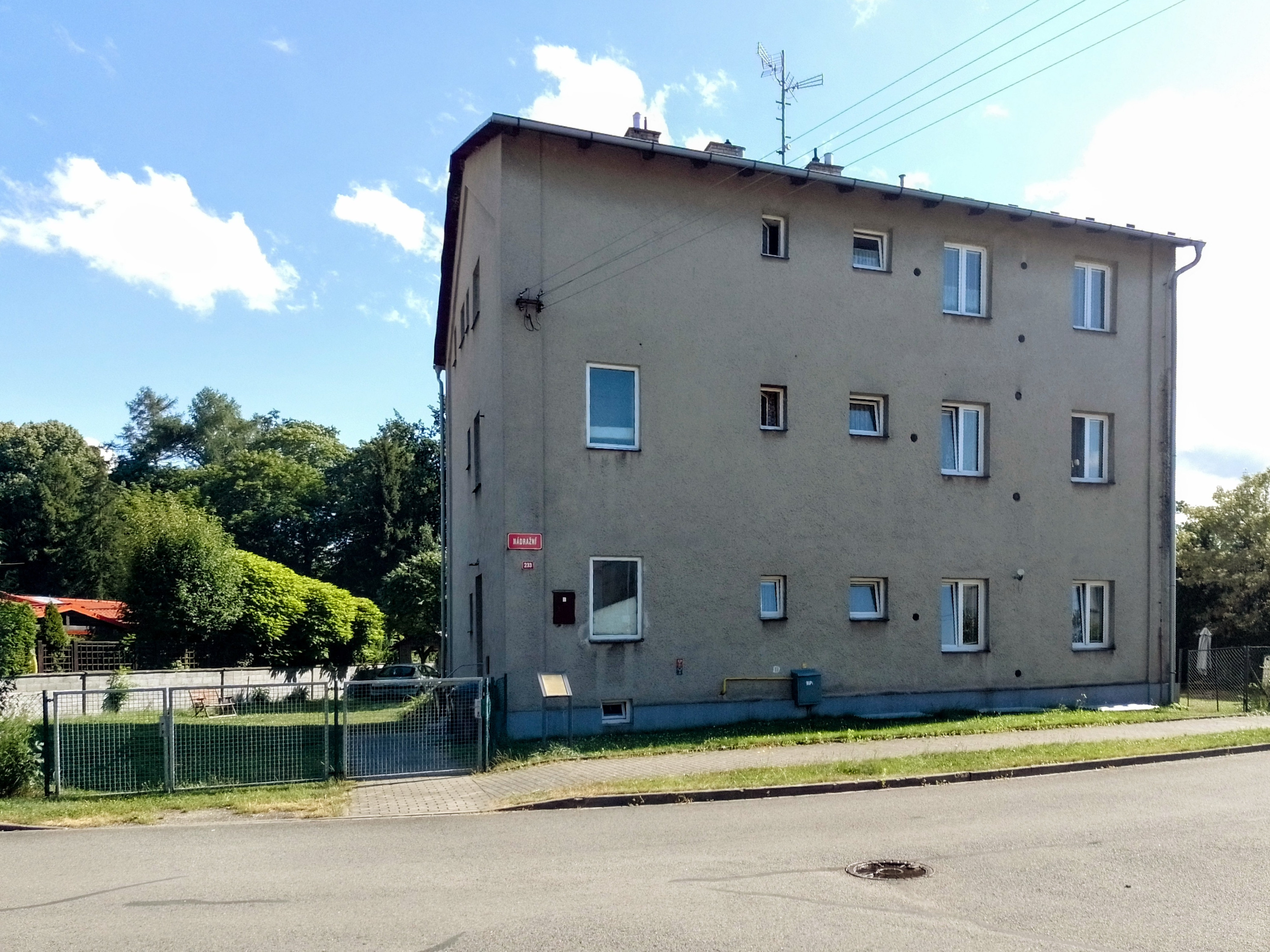
Der ehemalige Lokalbahnhof in Klimkovice, umgebaut für Wohnzwecke (2024)

Im Jahr 1926 verkaufte die Stadt Klimkovice die Strecke für 2,5 Mio. Kronen an die Společnost moravských místních drah (SMMD; deutsch: Mährische Lokaleisenbahn-Gesellschaft). Die SMMD elektrifizierte die Strecke und baute sie für Straßenbahnbetrieb um. Am 16. Mai 1926 begann der Straßenbahnbetrieb im 40-Minuten-Intervall. Damit endete der klassische Eisenbahnbetrieb auf der Lokalbahn.
Ab 1. Oktober 1938 lag die Strecke infolge der Angliederung des Sudetenlandes an Deutschland zur Gänze auf deutschem Staatsgebiet. Im Deutschen Kursbuch war die Strecke zunächst als KBS 129 w, ab der Ausgabe 6. Oktober 1940 als KBS 151 r Schönbrunn (Oder)–Königsberg (Oder) enthalten. Im Reichskursbuch war die Strecke in der ersten Abteilung unter 102 Schönbrunn (Oder) – Königsberg (Ostsudetenland) abgedruckt. Der Fahrplan von 1944 verzeichnete insgesamt 23 Fahrten. Die Fahrzeit betrug 22 Minuten in beiden Richtungen.
Ab 1949 firmierte die SMMD als Dopravní podniky města Ostravy (Verkehrsbetriebe der Stadt Ostrava). Diese gab den Betrieb der Straßenbahn 1977 zugunsten einer Autobuslinie auf. Heute ist die Strecke abgebaut.

## Fahrzeugeinsatz
Die KNFB beschaffte auf Rechnung der Lokalbahn zwei dreifach gekuppelte Tenderlokomotiven von der Lokomotivfabrik der StEG in Wien, mit denen der Betrieb bis zur Elektrifizierung im Jahr 1926 abgewickelt wurde. Die kkStB gaben den beiden Lokomotiven später die Nummern 493.01 und 493.02. Bei den ČSD erhielten sie 1925 noch die neuen Nummern 300.301 und 300.302.
| Dampfloks der Lokalbahn Schönbrunn – Königsberg | Dampfloks der Lokalbahn Schönbrunn – Königsberg | Dampfloks der Lokalbahn Schönbrunn – Königsberg | Dampfloks der Lokalbahn Schönbrunn – Königsberg | Dampfloks der Lokalbahn Schönbrunn – Königsberg | Dampfloks der Lokalbahn Schönbrunn – Königsberg |
| Nummer                                          | Anzahl                                          | Hersteller                                      | Bauart                                          | Baujahre                                        | kkStB-Nr.                                       |
| ----------------------------------------------- | ----------------------------------------------- | ----------------------------------------------- | ----------------------------------------------- | ----------------------------------------------- | ----------------------------------------------- |
| 1–2                                             | 2                                               | StEG                                            | C n2t                                           | 1911                                            | kkStB 493.01–02                                 |